# فرانسواز جيسو فانديرغوت
فرانسواز جيسو فاندير غوت  (بالهولندية: Françoise Gisou VanderGoot)‏(ولدت 19 سبتمبر 1964 في طهران)
وهي عالمة هولندية في علم الأحياء الدقيقة.
فاندير غوت درست في واشنطن العاصمة، باريس، فرساي. في عام 1990 أخذت شهادة دكتور في الفلسفة من جامعة بيير وماري كوري من أجل عملها في علم الأحياء الجزيئي. بعد إنهاء عملها في البحوثات في إفسور إيفيت و هايدلبرغ، بدأت العمل كمساعدة بحوث في قسم الكيمياء الحيوية في جامعة جنيف في عام 1994. ومن عام 2001 كأستاذ مشارك في علم الأحياء الدقيقة والطب الجزيئي. أصبحت منذ عام 2006 كأستاذ جامعي في قسم علوم الأحياء الدقيقة الخلوية والجزيئية في مؤسسة علوم الحياة في مدرسة لوزان الاتحادية للفنون التطبيقية.
فاندير غوت مع دارسي الجامعة حصلوا علي جائزة البحث من مؤسسة ليهااردز في عام 2009 و جائزة مارسيل بينواست في عام 2009 من أجل عملها علي الكيمياء الحيوية لجرثومة  الجمرة الخبيثة مع الذيفان وتأثيرها علي أغشية الخلية.

## العائلة
فاندير غوت متزوجة ولديها طِفلان.

## روابط خارجية
- معمل فاندير غوت:عملها علي الجمرة الخبيثة (بالألمانية)
- معلومات عن متلقي جائزة مارسيل بينواست لعام 2009 (بالألمانية)